# Cable Junior
El cable Junior es un cable submarino de telecomunicaciones que va entre Río de Janeiro y Santos, en Brasil. Es de propiedad de Alphabet, empresa matriz de Google. Tiene una longitud aproximada de 390 km.
Tiene una capacidad inicial de 13 Tbps. Google anunció en noviembre de 2016 el fin del despliegue y las pruebas y el cable entró en operación comercial en el 2018.

## Puntos de amarre
Los puntos de amarre son:
- Praia da Macumba, Río de Janeiro
- Praia Grande, Santos, Sao Paulo.[1]

El objetivo es mejorar la conectividad de servicios de Google dentro de Brasil. Va a interactuar con otros cables como Monet y Tannat.
Este cable es parte de 13 cables submarinos que Google está instalando.